# Comitatul Moson
Comitatul Moson, cunoscut și ca Varmeghia Moson (în maghiară Moson vármegye, în germană Komitat Wieselburg, în latină Comitatus Mosoniensis, în slovacă Mošonská župa), a fost o unitate administrativă a Regatului Ungariei din secolul al XII-lea și până în 1920. În anul 1920, prin Tratatul de la Trianon, teritoriul acestui comitat a fost împărțit între Austria, Ungaria și Slovacia. Teritoriul său se află actualmente în estul Austriei, nord-vestul Ungariei și în colțul sud-vestic al Slovaciei, pe malul drept (sudic) al Dunării. Capitala comitatului a fost orașul Moson (în germană Wieselburg), azi parte a orașului Mosonmagyaróvár.

## Geografie
Comitatul Moson se învecina la nord-vest cu landul austriac Austria Inferioară, la nord cu Comitatul Pojon (Bratislava), la est cu Comitatul Győr și la sud cu Comitatul Sopron. Fluviul Dunărea curge în nordul și estul comitatului, iar lacul Neusiedler constituie limita de vest și sud-vest. Suprafața comitatului în 1910 era de 2.013 km², incluzând suprafețele de apă.

## Istorie
Comitatul Moson este unul dintre cele mai vechi comitate din Regatul Ungariei, el fiind atestat încă din secolul al XII-lea. Capitala comitatului a fost inițial orașul Moson, ea fiind mutată în Evul Mediu (mai precis în anul 1271) în orașul Magyaróvár din apropiere. Moson și Magyaróvár s-au unit în 1939 și au format orașul Mosonmagyaróvár.
În 1918 (confirmată prin Tratatul de la Trianon), o mică parte din nordul comitatului, din apropiere de Bratislava, a devenit parte a noului stat Cehoslovacia. Partea de est a rămas în Ungaria și a fost unită cu comitatul Győr și cu o o foarte mică parte din comitatul Pojon pentru a forma comitatul Győr-Moson-Pozsony. Partea de vest a comitatului a devenit parte a noului land austriac Burgenland. 
După Al Doilea Război Mondial, comitatul Győr-Moson-Pozsony a fuzionat cu comitatul Sopron, fiind format astfel județul Győr-Sopron. Acest județ a fost redenumit Győr-Moson-Sopron la începutul anilor 1990. 

## Demografie
În 1910, populația comitatului era de 94.479 locuitori, dintre care: 
- Germani -- 51.997 (55,04%)
- Maghiari -- 33.006 (34,93%)
- Croați -- 8.123 (8,60%)

## Subdiviziuni
La începutul secolului 20, subdiviziunile comitatului Moson erau următoarele:
| Districte (járás) | Districte (járás)                |
| District          | Capitală                         |
| ----------------- | -------------------------------- |
| Magyaróvár        | Magyaróvár (azi Mosonmagyaróvár) |
| Nezsider          | Nezsider --- Neusiedl am See     |
| Rajka             | Rajka                            |